# Marisel Velásquez
Marisel del Valle Velásquez Salazar (Porlamar, 8 de diciembre de 1962) es una política y abogada venezolana, gobernadora del estado Nueva Esparta por el partido PSUV tras vencer en las elecciones regionales de Nueva Esparta de 2025 a Morel Rodríguez Ávila. De acuerdo con los resultados del Consejo Nacional Electoral (CNE), Velásquez obtuvo 81.322 votos, equivalentes al 55,33 % del total de sufragios emitidos. También sido alcaldesa del Municipio Díaz, con más de veinte años en total en el cargo, siendo electa en cuatro ocasiones.